# Vânători, Iași
Vanatori là một xã thuộc hạt Iași, România. Dân số thời điểm năm 2002 là 4777 người.